# Ernst Gottlob Jäkel
Ernst Gottlob Jäkel (* 9. November 1788 in Ohlau; † 8. Mai 1840 in Berlin) war ein deutscher Pädagoge und Philologe.

## Leben
Ernst Gottlob Jäkel besuchte anfangs die Elementarschule und 1807 das evangelische Schullehrerseminar in Breslau. Anschließend besuchte er das Gymnasium in Brieg und nach dessen Abschluss studierte er Theologie und Philologie an der Universität Breslau sowie an der Universität Berlin. Auf beiden Universitäten war er Mitglied des theologischen Seminars.
Jäkel legte das Oberlehrer-Examen ab und unterrichtete im von Karl Wilhelm Ferdinand Solger geleiteten Seminar für gelehrte Schulen am Gymnasium Zum Grauen Kloster. 1817 wurde er zum Inspektor an dem Joachimsthalschen Gymnasium ernannt. 1821 ging er als Oberlehrer zum Friedrichswerderschen Gymnasium, dort wurde er später Konrektor und Professor und zum Schluss Prorektor des Gymnasiums.

## Schriften (Auswahl)
- Frohe Winterabende guter Kinder. Berlin 1829.
- Der germanische Ursprung der lateinischen Sprache und des römischen Volkes. Breslau 1830.
- De diis domesticis priscorum Italorum. 1830.
- Ueber die italischen Götter. Gedruckt in G.C. Nauck’s Buchdruckerei, Berlin 1830.
- Wanderungen der Familie Waller durch die schönsten und merkwürdigsten Gegenden Schlesiens: ein Lesebuch und Wegweiser. J. G. Hasselberg, Berlin 1831.